# Elias Nachla
Elias Nachla (hebrejsky: אליאס נח'לה, Eli'as Nachla, arabsky: إلياس نخلة, žil 1913 – 29. června 1990) byl izraelský politik a poslanec Knesetu za strany Kidma ve-pituach, Šituf ve-pituach, Kidma ve-pituach, Achva jehudit-aravit a Šituf ve-achva.

## Biografie a politická dráha
Narodil se v obci Rama. Byl členem místní samosprávy. Patřil do komunity izraelských Arabů.
V izraelském parlamentu zasedl poprvé po volbách v roce 1959, do nichž šel za stranu Kidma ve-pituach. Stal se členem výboru pro ústavu, právo a spravedlnost. Za Kidma ve-pituach byl zvolen i ve volbách v roce 1961. Nastoupil jako člen do parlamentního výboru pro ústavu, právo a spravedlnost a výboru pro vzdělávání a kulturu. Ve volbách v roce 1965 kandidoval úspěšně opět za Kidma ve-pituach. Během funkčního období ale přešel do frakce Šituf ve-pituach, pak se opět osamostatnil do Kidma ve-pituach a nakonec ustavil poslaneckou frakci Achva jehudit-aravit (Židovsko-arabské bratrství). Opět nastoupil do parlamentního výboru pro ústavu, právo a spravedlnost a výboru pro vzdělávání a kulturu. Ve volbách v roce 1969 byl zvolen za stranu
Šituf ve-achva. Byl členem výboru pro vzdělávání a kulturu a stal se místopředsedou Knesetu. Ve volbách v roce 1973 mandát neobhájil.